# Kutjevo
Kutjevo est un village et une municipalité située en Slavonie, dans le comitat de Požega-Slavonie, en Croatie. Au recensement de 2001, la municipalité comptait 7 472 habitants, dont 93,12 % de Croates et le village seul comptait 2 826 habitants.

## Localités
La municipalité de Kutjevo compte 17 localités :
| - Bektež - Bjeliševac - Ciglenik - Ferovac - Grabarje - Gradište - Hrnjevac - Kula - Kutjevo | - Lukač - Mitrovac - Ovčare - Poreč - Šumanovci - Tominovac - Venje - Vetovo |